# 良純入道親王
良純入道親王（りょうじゅんにゅうどうしんのう、慶長8年12月17日（1604年1月18日） - 寛文9年8月1日（1669年8月27日））は、江戸時代初期の皇族。後陽成天皇の第8皇子で母は典侍庭田具子（権大納言庭田重具の娘）。当初は徳川家康の猶子として直輔親王と名乗った。知恩院初代門跡。通称は八宮。

## 概要
後陽成天皇の第八皇子として誕生される。5歳の時に知恩院門跡に治定されて同寺に入るが、出家は先送りされる。その後、慶長19年（1614年）に親王宣下を受けて直輔親王と名乗られ、翌元和元年（1615年）に徳川家康の猶子となった。
元和5年9月17日（1619年10月24日）16歳の時、満誉尊照を戒師として出家・得度を行って、良純と名乗る。ところが、寛永20年11月11日（1643年12月21日）に突如甲斐国天目山に配流される。理由としては寺務を巡る大衆との対立、酒乱による乱行、江戸幕府の朝廷および寺院への介入を非難する言辞を行った、待遇に不満、出家に不満等、諸説が伝わるが飾り物である門跡の地位への不満と江戸幕府からの圧迫に対する不満があったとする見方では一致している。後に甲府の興因寺（甲府市下積翠寺町）に移されて幽閉された。
万治2年（1659年）に勅許によって帰京するが、知恩院ではなく泉涌寺に居住。その後北野で還俗して隠退生活を送った。後に以心庵と号す。
67歳で没して泉涌寺に葬られ、専蓮社行誉心阿自在良尚大僧正の諡号が贈られた。明和5年（1768年）の百回忌に際して名誉回復が図られて改めて無礙光院宮良純大和尚の諡号が贈られた。